# Artaban III. Partski
Artaban III. je bio vladarom Partskog Carstva od 80. do 81. godine. Bio je takmac za partsku krunu za vrijeme carevanja Pakora II. Pobunio se protiv njegove vlasti, a uspjeo je zavladati od 80. do 81. godine. Na kovanici iz 80. godine nazive se Arsaces Artabanus. U jednoj je trenutku bio toliko jakim da je podupro Terencija Maksima, pretendenta na rimsko prijestolje koji je podigao ustanak u Maloj Aziji pod imenom rimskog cara Nerona. Artaban se nije uspio dugo održati na vlasti pred Pakorom koji je bio prejak.